# Monumento a los Trabajadores Esenciales (Nueva York)
El Monumento a los Trabajadores Esenciales (en inglés: Essential Workers Monument) es un proyecto de monumento conmemorativo para honrar a los trabajadores clave por su labor durante la pandemia de COVID-19 en Nueva York.

## Historia
En junio de 2021, el gobernador Andrew Cuomo anunció que el monumento estaría ubicado en Battery Park City. La ubicación del monumento enfrentó oposición debido al proceso y la ubicación y se instalará en una ubicación diferente.
En julio de 2021, se formó el Comité Asesor del Monumento a los Trabajadores Esenciales de Battery Park Conservancy para ayudar a identificar una nueva ubicación. Se compone de diecisiete personas que representan a varios distritos electorales del vecindario, así como a funcionarios estatales y trabajadores esenciales.